# (24654) Fossett
(24654) Fossett ist ein die Marsbahn streifender Asteroid des Hauptgürtels, der am 29. Mai 1987 von den Astronomen Carolyn und Eugene Shoemaker am Palomar-Observatorium (IAU-Code 675) in Kalifornien entdeckt wurde.
Der Asteroid ist nach dem US-amerikanischen Abenteurer, Flugpionier und Ballonfahrer Steve Fossett (1944–2007) benannt, dem als erstem Alleinfahrer die Weltumrundung in einem Ballon gelang.